# HANGRY&ANGRY
HANGRY&ANGRYまたはhANGRY&ANGRY（ハングリーアングリー）は、ファッションブランドh.NAOTOのカテゴリーブランドの1つ。キャラクターブランドとして2004年よりブランドをスタートさせる。音楽のコラボレーションとして日本のビジュアル系女性ユニット「hANGRY&ANGRY」が2008年にデビュー。ユニットの表記については2種類あり、公式サイトやブログでは「HANGRY&ANGRY」と書かれているが、ユニットとして使っているロゴでは「hANGRY&ANGRY」となっている。2018年8月31日をもってブランド活動を休止する。

## 概要
ファッションデザイナーのh.NAOTOが「HANGRY&ANGRY」のコラボレーションユニットの衣装をプロデュース。キャラクターブランドとしての「HANGRY&ANGRY」は、イラストレータのGASHICONがデザイン、制作をしている。ファッション、雑貨、漫画、音楽といった多方面の活動をしていた。
2008年10月、MySpaceにおいて楽曲と写真を先行公開したところ、4日間で10万アクセスを突破。更に翌月にはMySpace Japan史上最速のペースで100万アクセスを達成した。同年11月19日、ミニアルバム『Kill Me Kiss Me』を日米韓同時発売しインディーズデビュー。活動は日本国内に留まらず2009年4月にアメリカ・シアトルで開催されたイベント「サクラコン」にてUS.パフォーマンスデビューし、同イベントのヘッドライナーも務めた。同年9月30日にアルバム『Sadistic Dance』用のビジュアルをメディアに公表した際にHANGRYの正体が吉澤ひとみ、ANGRYの正体が石川梨華であることが明かされた。2011年から2012年にかけては「HANGRY&ANGRY-f」名義として活動した。
公式サイトに2018年8月31日をもってブランド活動を休止するとh.NAOTOを展開する株式会社シンク名にて発表され、活動休止となる。

## ブランド
ゴミのように捨てられたネコのぬいぐるみが物語の主人公。
明るくて楽しい、従来のキャラクターとは一線を引いた、過激で、残酷で、グロテスクなイメージを持つ、アンチ・キャラクターブランド。グロくてカワイイをテーマに展開している。

## デザイナー
GASHICON(ガシコン) 株式会社KINCSの企業内デザイナー。
ファッションブランド「h.NAOTO」、「T.KUNITOMO」、「gouk」の雑誌広告、グラフィックデザイン、テキスタイルデザイン、イラスト制作を担当。
2004年、"グロカワ"系キャラクターブランド「HANGRY&ANGRY」をスタート。キャラクターやコミック制作を担当。その他に、洋服・雑貨企画、SHOP展開、TV出演など幅広く活動。音楽とのコラボレーションではロック・キャラクターユニット「HANGRY&ANGRY-f」結成する。
ファッションではアメリカLAやNYにて、ファンションショーを行う。また、ゲームメーカーからクレーンゲーム機のコラボ商品コレクションが登場した。

## 音楽

### シングル
|     | 発売日        | タイトル     | 楽曲制作                                  | 最高位 | 備考                |
| --- | ------------- | ------------ | ----------------------------------------- | ------ | ------------------- |
| 1st | 2011年8月10日 | レコンキスタ | 作詞：角田崇徳 作曲：大場康司 編曲：Ricky | 43位   | HANGRY&ANGRY-f 名義 |

### アルバム
|     | 発売日         | タイトル       | 最高位 | 備考 |
| --- | -------------- | -------------- | ------ | ---- |
| 1st | 2009年11月18日 | Sadistic Dance | 48位   |      |

### ミニアルバム
|     | 発売日         | タイトル        | 最高位 | 備考           |
| --- | -------------- | --------------- | ------ | -------------- |
| 1st | 2008年11月19日 | Kill Me Kiss Me | 60位   | 日米韓同時発売 |

### 配信限定シングル
1. Sadistic Dance（2009年4月11日）

### DVD
1. HANGRY&ANGRY-f LIVE CIRCUIT 2010 "Sadistic Dance"（2011年8月10日）※HANGRY&ANGRY-f名義